# Manoppello
Manoppello est une commune italienne d'environ 6 770 habitants (2022), située dans la province de Pescara, dans la région Abruzzes, en Italie méridionale.

## Géographie
Le centre historique est situé sur une colline, proche de la mer Adriatique.

## Histoire
Le nom de la commune dérive du mot italien manoppio, c’est-à-dire une petite quantité de blé pouvant être contenue dans le creux de la main. Le blason du village rappelle cette étymologie.
Les termes manoppio et Manoppello sont d’origine latine car c'est le fruit de l’union des mots manus (main) et plere (plein), donc à pleine main.

Des pièces archéologiques ont été découvertes dans la zone rurale dénommée Valle Romana : 
parmi ceux-ci, une villa romaine garnie de mosaïques en parfait état de conservation.
Le 8 août 1956, le village fut durement touché par la catastrophe minière du Bois du Cazier en Belgique où vingt deux hommes du village trouvèrent la mort.

## Monuments et patrimoine
- le sanctuaire du Volto Santo
- l'abbaye Santa Maria Arabona
- Voile de Manoppello

Veronica a été miraculeusement soignée par Jésus de multiples hémorragies.
Lors de la montée de Jésus sur le chemin de croix, elle essuya le visage du Christ. Son visage fut imprimé sur son voile. 
Son voile se trouve dans le sanctuaire.

## Administration
Manoppello est intégrée dans:
- la Communauté montagnarde de la Majella et du Morrone (Comunità Montana della Majella e del Morrone)
- le Parc national de la Majella

| Période                                  | Période     | Identité          | Étiquette     | Qualité       |
| ---------------------------------------- | ----------- | ----------------- | ------------- | ------------- |
| 13 mai 2001                              | 27 mai 2006 | Giorgio De Luca   | Liste Civique | Centre-Droite |
| 28 Mai 2006                              | En cours    | Gennaro Matarazzo | Liste Civique | Centre-Gauche |
| Les données manquantes sont à compléter. |             |                   |               |               |

### Hameaux
Le territoire de la mairie se constitue de 4 noyaux distincts :
- Manoppello (ou Manoppello Paese)
- Manoppello Scalo (ou Stazione)
- Santa Maria Arabona
- Ripacorbaria (ou San Callisto)

### Communes limitrophes
Alanno, Casalincontrada (CH), Chieti (CH), Lettomanoppello, Rosciano, Serramonacesca, Turrivalignani

## Transports
La création de la gare ferroviaire, située en contrebas de Manoppello, a entraîné le développement de la frazione de Manoppello Scalo. Cette partie de la commune est aussi traversée par la voie Tiburtine.